# Meitar

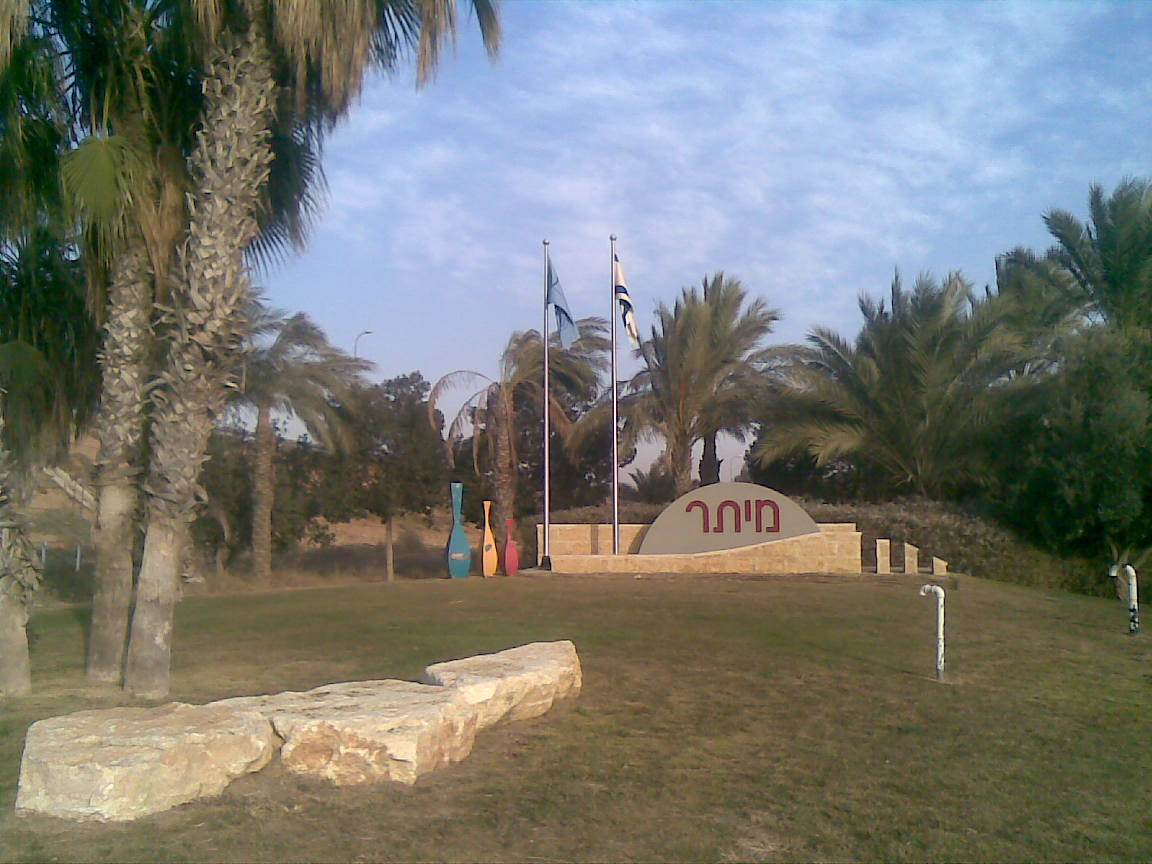

Meitar (in ebraico: מֵיתָר) è un consiglio locale nel Distretto Meridionale in Israele, situato a 19 km a nord-est di Be'er Sheva, tra le due città beduine di Hura e Lakiya. La città di Meitar è stata fondata nel 1984 da un gruppo di ebrei laici e religiosi, si trova ad est della Route 60, a sud della Linea Verde sulle pendici meridionali del Monte Hebron, accanto alla foresta di Yatir.

## Struttura del paese
Secondo l'Ufficio centrale israeliano di statistica, la popolazione di Meitar era di 7.500 abitanti alla fine del 2014. La sua superficie è 16.696 dunam (~ 16,7 km²).
La città è costituita in prevalenza da abitazioni unifamiliari. Nel centro di Meitar si trovano vari centri di aggregazione culturale e di svago tra cui: la biblioteca pubblica, la piscina, il palazzetto dello sport al coperto, un centro commerciale, campi sportivi, cliniche, scuole e la sede di Bnei Akiva.

### Quartieri
La città è composta da diversi quartieri tra cui:
- quartiere del Nord
- quartiere Sud
- quartiere B
- quartiere di Rabin
- quartiere Anemoni
- Mountain Goats

e altri in costruzione.

## Amministrazione

### Gemellaggi
Meitar è gemellata con le seguenti città:
Le Chambon-Sur-Lignon (Francia) dal 9 novembre 2006